# Leon Valley
Leon Valley ist eine Stadt im Bexar County im US-Bundesstaat Texas in den Vereinigten Staaten. Das U.S. Census Bureau hat bei der Volkszählung 2020 eine Einwohnerzahl von 11.542 ermittelt.

## Geographie
Die Stadt liegt am Highway 16 im mittleren Süden von Texas, als Enklave im Stadtgebiet von San Antonio im Nordwesten des Countys und hat eine Gesamtfläche von 8,8 km².

## Demografische Daten
Nach der Volkszählung im Jahr 2000 lebten hier 9.239 Menschen in 3.576 Haushalten und 2.521 Familien. Die Bevölkerungsdichte betrug 1.046,1 Einwohner pro km². Ethnisch betrachtet setzte sich die Bevölkerung zusammen aus 78,07 % weißer Bevölkerung, 2,77 % Afroamerikanern, 0,67 % amerikanischen Ureinwohnern, 1,95 % Asiaten, 0,15 % Bewohnern aus dem pazifischen Inselraum und 13,19 % aus anderen ethnischen Gruppen. Etwa 3,19 % waren gemischter Abstammung und 44,65 % der Bevölkerung waren spanischer oder lateinamerikanischer Abstammung.
Von den 3.576 Haushalten hatten 29,7 % Kinder unter 18 Jahre, die im Haushalt lebten. 56,0 % davon waren verheiratete, zusammenlebende Paare. 11,0 % waren allein erziehende Mütter und 29,5 % waren keine Familien. 24,8 % aller Haushalte waren Singlehaushalte und in 8,3 % lebten Menschen, die 65 Jahre oder älter waren. Die Durchschnittshaushaltsgröße betrug 2,56 und die durchschnittliche Größe einer Familie belief sich auf 3,07 Personen.
23,4 % der Bevölkerung waren unter 18 Jahre alt, 9,0 % von 18 bis 24, 28,1 % von 25 bis 44, 26,0 % von 45 bis 64, und 13,5 % die 65 Jahre oder älter waren. Das Durchschnittsalter war 38 Jahre. Auf 100 weibliche Personen aller Altersgruppen kamen 94,9 männliche Personen. Auf 100 Frauen im Alter von 18 Jahren und darüber kamen 90,3 Männer.

Das jährliche Durchschnittseinkommen eines Haushalts betrug 49.079 USD, das Durchschnittseinkommen einer Familie 56.543 USD. Männer hatten ein Durchschnittseinkommen von 32.917 USD gegenüber den Frauen mit 28.700 USD. Das Prokopfeinkommen betrug 21.743 USD. 8,1 % der Bevölkerung und 4,8 % der Familien lebten unterhalb der Armutsgrenze. Davon waren 12,6 % Kinder und Jugendliche unter 18 Jahren und 6,6 % waren 65 oder älter.